# Terra chiama Ned
Terra chiama Ned (Earth to Ned) è un programma televisivo di genere talk show e varietà (teatro dei burattini e improvvisazione teatrale) del 2020. È presentato da Ned (Paul Rugg), un alieno proveniente dallo spazio, che è venuto sul pianeta Terra in missione per invaderlo, ma al suo arrivo si è innamorato della sua cultura pop e invece ha deciso che avrebbe preferito presentare un talk show a tarda notte per incontrarsi ed essere intrattenuto dalle celebrità della Terra.

## Trama
Inviato da suo padre, l'ammiraglio della flotta, per conquistare il pianeta, Ned arriva sulla Terra solo per rimanere incantato dalle celebrità della Terra. Invece di invadere il pianeta, Ned seppellisce la sua astronave in profondità sotto la crosta terrestre e rapisce le celebrità teletrasportandole sulla sua nave per interviste nello stile di un talk show a tarda notte. Ned è il presentatore, e il talk show presenta Cornelius come un aiutante alieno di una società che Ned aveva precedentemente conquistato, e un numero imprecisato di esseri alieni molto più piccoli chiamati CLODS (abbreviazione di Cloned Living Organism of Destruction) che parlano con parole senza senso e il loro compito è spaventare gli ospiti. Ned e Cornelius trasmettono il loro programma dalla loro astronave trasformata in uno studio televisivo.

### Format
Ogni puntata inizia tipicamente con Ned che affronta una sorta di problema o viene incuriosito da un fenomeno culturale medio, quotidiano come lo sport, gli animali domestici o i sogni. Discuterà con Cornelius e BETI prima di iniziare lo show. Cornelius presenterà il primo ospite, che di solito viene visto mentre viene teletrasportato in una sala d'attesa (apparentemente mentre erano nel bel mezzo di qualche altra attività) e converserà con BETI prima di arrivare sul set. Ned entrerà nel background dell'ospite prima di entrare nell'argomento in questione. A volte Ned li fa fare un gioco, anche se non è sempre così.
Dopo che il primo ospite è stato rimandato a casa, Ned manderà Cornelius in superficie per saperne di più sull'argomento della puntata. Cornelius di solito interagisce con un professionista di qualche tipo e occasionalmente interagisce con un'altra celebrità ben nota.  In seguito, viene riportato dove Ned porta il secondo ospite, che viene immediatamente portato sul set. Ancora una volta, Ned utilizzerà una'impostazione di intervista simile alla prima e anche stavolta li potrà fargli fare un gioco o no. Dopo che il secondo ospite sarà stato rimandato a casa, Ned chiuderà lo show. Di solito alla fine appare una conclusione con Ned che registra un rapporto sullo stato della sua presunta conquista della Terra che consiste nel sostenere che qualcosa è andato storto e che deve ritardare l'attacco. Parla invece di ciò che ha imparato sulla cultura terrestre.

## Conduttori
- Paul Rugg interpreta Ned, il capitano dell'astronave e il presentatore del talk show. Gli era stato affidato il compito di condurre un assalto alla Terra, ma si innamorò della cultura e decise invece di avviare un talk show. Suo padre è l'ammiraglio incaricato della loro conquista della galassia ed è pesantemente implicito per tutta la prima stagione, e si nota che Ned ha una relazione problematica con lui. Ned è egoista e sfacciato, ma comunque molto curioso e vuole essere informato su tutto ciò che riguarda la Terra.
- Michael Oosterom interpreta Cornelius, tenente e co-presentatore del talk show. Proviene da una razza di alieni che hanno sempre servito la specie di Ned. Fa il ruolo di co-conduttore per il talk show di Ned e presenterà gli ospiti. Di solito viene inviato in superficie per eseguire rapporti sul campo, il che di solito lo porta a farsi assorbire dalle complessità dell'argomento in questione. È un po' inetto, ma spiritoso e fa battute umoristiche quando Ned lo insulta.
- Colleen Smith nei panni di BETI, l'intelligenza artificiale dell'astronave. È una carica di energia che alimenta la nave e funge anche da computer in grado di raccogliere informazioni. È sarcastica e cinica e non fa eccezione a sminuire l'intelligenza di Ned e Cornelius. A un certo punto, si è sentita insultata quando l'ospite Thomas Lennon l'ha corretta riguardo all'American Gothic. Di solito appare su uno schermo gigante dietro il set.

## Puntate
| nº | Titolo originale                    | Titolo italiano             | Diretto da  | Scritto da                                                                                         | Ospite                                                           | Pubblicazione USA | Pubblicazione Italia |
| Prima parte | Prima parte                         | Prima parte                 | Prima parte | Prima parte                                                                                        | Prima parte                                                      | Prima parte       | Prima parte          |
| --- | ----------------------------------- | --------------------------- | ----------- | -------------------------------------------------------------------------------------------------- | ---------------------------------------------------------------- | ----------------- | -------------------- |
| 1 | Late Night Ned                      | Late Night Ned              | Tom Stern   | Sierra Katow, Yassir Lester, Maggie Monahan, Eliza Skinner, Adam Stein e Nick Wiger                | Andy Richter e Gillian Jacobs                                    | 4 settembre 2020  | 13 novembre 2020     |
| Ned rinuncia a voler conquistare la terra e invece inizia un talk show.                                                       |                                     |                             |             | |                                                                  |                   |                      |
| 2 | Laugh Your Ned Off                  | A ciascuno la sua risata    | Bruce Leddy | Sierra Katow, Yassir Lester, Maggie Monahan, Eliza Skinner, Adam Stein e Nick Wiger                | Kristen Schaal e Paul Scheer (con Maria Bamford)                 | 4 settembre 2020  | 13 novembre 2020     |
| Ned cerca di arrivare al fondo della comprensione della commedia umana.                                                       |                                     |                             |             | |                                                                  |                   |                      |
| 3 | I've Got a Ned Feeling About This   | Presentimento da Ned        | Bruce Leddy | Sierra Katow, Jordan Morris, Maggie Monahan, Eliza Skinner, Adam Stein e Nick Wiger                | Reggie Watts, Billy Dee Williams e BB-8                          | 4 settembre 2020  | 13 novembre 2020     |
| Ned presenta uno show a tema Guerre stellari e riceve persino una visita da BB-8.                                             |                                     |                             |             | |                                                                  |                   |                      |
| 4 | Night of the Living Ned             | La notte del Ned vivente    | Tom Stern   | Sierra Katow, Yassir Lester, Maggie Monahan, Eliza Skinner, Adam Stein e Nick Wiger                | Lil Rel Howery e Eli Roth                                        | 4 settembre 2020  | 13 novembre 2020     |
| Ned vuole capire perché amiamo avere paura delle cose.                                                                        |                                     |                             |             | |                                                                  |                   |                      |
| 5 | A Ned's Best Friend                 | Un miglior amico di Ned     | Bruce Leddy | Sierra Katow, Yassir Lester, Maggie Monahan, Eliza Skinner, Adam Stein e Nick Wiger                | Jenny Slate, Bindi Irwin e Robert Irwin                          | 4 settembre 2020  | 13 novembre 2020     |
| Ned riceve consigli su come allevare un animale domestico o, nel suo caso, un limone.                                         |                                     |                             |             | |                                                                  |                   |                      |
| 6 | @NedFromTV                          | @NedDellaTV                 | Tom Stern   | Sierra Katow, Yassir Lester, Maggie Monahan, Eliza Skinner, Adam Stein e Nick Wiger                | NeNe Leakes e Michael Ian Black                                  | 4 settembre 2020  | 13 novembre 2020     |
| Ned e Cornelius diventano dipendenti dai loro telefoni e social media.                                                        |                                     |                             |             | |                                                                  |                   |                      |
| 7 | The Ned-aissance                    | L'arte umana                | Tom Stern   | Sierra Katow, Yassir Lester, Maggie Monahan, Eliza Skinner, Adam Stein e Nick Wiger                | Raven-Symoné e Thomas Lennon (con Hebru Brantley e Betsy Sodaro) | 4 settembre 2020  | 13 novembre 2020     |
| Ned cerca di capire il concetto di arte e perché alla gente piace.                                                            |                                     |                             |             | |                                                                  |                   |                      |
| 8 | Nothin' But Ned                     | Ned e lo sport              | Tom Stern   | Sierra Katow, Yassir Lester, Maggie Monahan, Eliza Skinner, Adam Stein e Nick Wiger                | Joel McHale, Gina Carano (con Joey Muñoz)                        | 4 settembre 2020  | 13 novembre 2020     |
| Ned esamina il concetto di sport e quanto sono divertenti.                                                                    |                                     |                             |             | |                                                                  |                   |                      |
| 9 | You Better Work, Ned!               | Datti da fare, Ned!         | Tom Stern   | Sierra Katow, Jordan Morris, Maggie Monahan, Eliza Skinner, Adam Stein e Nick Wiger                | Rachel Bilson e RuPaul                                           | 4 settembre 2020  | 13 novembre 2020     |
| Ned e Cornelius imparano a conoscere la moda con i Clods che entrano in scena.                                                |                                     |                             |             | |                                                                  |                   |                      |
| 10 | Ned: The Musical                    | Ned: il musical             | Bruce Leddy | Sierra Katow, Jordan Morris, Maggie Monahan, Eliza Skinner, Adam Stein e Nick Wiger                | Taye Diggs e Rachel Bloom (con Joshua Bassett e Olivia Rodrigo)  | 4 settembre 2020  | 13 novembre 2020     |
| Ned cerca di convincere Cornelius a capire i musical cantando su di loro.                                                     |                                     |                             |             | |                                                                  |                   |                      |
| Seconda parte |                                     |                             |             | |                                                                  |                   |                      |
| 11 | Dream a Little Dream of Ned         | Il sogno di Ned             | Bruce Leddy | Dan Gregor, Sierra Katow, Jordan Morris, Maggie Monahan, Eliza Skinner, Adam Stein e Nick Wiger    | Ginnifer Goodwin e Alan Tudyk                                    | 1º gennaio 2021   | 1º gennaio 2021      |
| Ned si innervosisce al concetto di sogni e al loro significato.                                                               |                                     |                             |             | |                                                                  |                   |                      |
| 12 | The Neddies                         | I Neddies                   | Bruce Leddy | Sierra Katow, Yassir Lester, Maggie Monahan, Jordan Morris, Eliza Skinner, Adam Stein e Nick Wiger | D'Arcy Carden e Oliver Hudson                                    | 1º gennaio 2021   | 1º gennaio 2021      |
| Ned ospita il suo show di premi e diventa ossessionato dall'idea di vincere un premio.                                        |                                     |                             |             | |                                                                  |                   |                      |
| 13 | Trancendental Neditation            | Ned-itazione trascendemtale | Tom Stern   | Dan Gregor, Sierra Katow, Yassir Lester, Maggie Monahan, Eliza Skinner, Adam Stein e Nick Wiger    | Yvette Nicole Brown e Jack McBrayer                              | 1º gennaio 2021   | 1º gennaio 2021      |
| Ned impara a gestire lo stress e Cornelius visita una stanza della rabbia.                                                    |                                     |                             |             | |                                                                  |                   |                      |
| 14 | Party Like It's Nineteen Ninety Ned | Party anni '90              |             | Sierra Katow, Yassir Lester, Maggie Monahan, Eliza Skinner, Adam Stein e Nick Wiger                | Kevin Smith e Aisha Tyler                                        | 1º gennaio 2021   | 1º gennaio 2021      |
| Dopo aver visto Ragazze a Beverly Hills (1995), Ned diventa ossessionato dagli anni '90 e dal loro impatto sulla cultura.     |                                     |                             |             | |                                                                  |                   |                      |
| 15 | Alien vs. Nedator                   | Parliamo di alieni          |             | Dan Gregor, Sierra Katow, Jordan Morris, Maggie Monahan, Eliza Skinner, Adam Stein e Nick Wiger    | Sherri Shepherd e Penn & Teller                                  | 1º gennaio 2021   | 1º gennaio 2021      |
| Ned crede alle cospirazioni aliene e vuole esplorarne la validità.                                                            |                                     |                             |             | |                                                                  |                   |                      |
| 16 | Ned Over Heels                      | Ned tra le nuvole           |             | Sierra Katow, Yassir Lester, Maggie Monahan, Eliza Skinner, Adam Stein e Nick Wiger                | Alyson Hannigan e Ben Feldman                                    | 1º gennaio 2021   | 1º gennaio 2021      |
| Ned si innamora di Alyson Hannigan e scopre gli alti e bassi dell'amore.                                                      |                                     |                             |             | |                                                                  |                   |                      |
| 17 | Ned vs. Food                        | Ned vs. Cibo                |             | | Roy Choi e Brenda Song                                           | 1º gennaio 2021   | 1º gennaio 2021      |
| Ned e Cornelius esplorano le meraviglie della cucina terrestre.                                                               |                                     |                             |             | |                                                                  |                   |                      |
| 18 | CyberNedics                         | CyberNedica                 |             | | Mayim Bialik e Margaret Cho                                      | 1º gennaio 2021   | 1º gennaio 2021      |
| Dopo una discussione con BETI, Ned e Cornelius sono costretti a passare alla tecnologia low tech mentre discutono di scienza. |                                     |                             |             | |                                                                  |                   |                      |
| 19 | Growing Up Ned                      | Crescere Ned                |             | | Molly Ringwald e Chris Colfer (con Grace VanderWaal)             | 1º gennaio 2021   | 1º gennaio 2021      |
| |                                     |                             |             | |                                                                  |                   |                      |
| 20 | Like Father Like Ned                | Tale padre, tale Ned?       |             | | Jason Ritter e Tig Notaro                                        | 1º gennaio 2021   | 1º gennaio 2021      |
| |                                     |                             |             | |                                                                  |                   |                      |

## Produzione
Prodotto da Brian Henson (figlio di Jim) e Vince Raisa (un veterano della Jim Henson Company), Terra chiama Ned combina burattini con battute spiritose e apparizioni degli ospiti accuratamente selezionati. Henson ha osservato che il talk show era stato qualcosa su cui aveva lavorato per anni ed era basato sul concetto di interessante di qualcuno o qualcosa di completamente estraneo agli umani che cercavano di capirli. Poiché gli episodi sono disponibili in qualsiasi momento della giornata e quindi accessibili agli spettatori di tutte le età, Henson si è concentrato sul rendere il contenuto adatto alle famiglie.
Il personaggio di Ned richiede quattro burattinai e altri due, per un totale di sei, per operare, mentre Cornelius richiede tre burattinai. Tutti i burattini sono completamente animatronici, senza l'utilizzo della CGI.
Henson ha detto che quasi nessuno dei segmenti di intervista è stato scritto, con Ned, Cornelius e gli ospiti che per ogni puntata improvvisano le conversazioni per i vari segmenti del talk show.

## Accoglienza
Sul sito aggregatore di recensioni Rotten Tomatoes,il talk show ha una valutazione di approvazione del 78% (a partire dal 4 ottobre 2020).
Common Sense Media ha dato al programma 3 stelle su 5, affermando: "I genitori devono sapere che Terra chiama Ned è un talk show di celebrità semi-sceneggiato ospitato da un burattino alieno. Non c'è violenza fisica, ma alcune semplici espressioni di sfiducia e avversione sono espresse tra i personaggi. Ci sono anche alcune insinuazioni che probabilmente passano per la testa dei bambini e un linguaggio blando come "poop" ("mer da") and "toots". Anche se non è così evidente come i tipici talk show in cui gli ospiti inseriscono il loro ultimo lavoro nelle interviste, diversi I marchi Disney come Guerre stellari e High School Musical vengono menzionati per nome".
Il blog della rivista New York, Vulture, lodalo show definendolo "Una risposta gioiosa alla nostra più oscura preoccupazione".
Robert Lloyd del Los Angeles Times, nella sua recensione positiva ha detto che intitolava il suo pezzo, "Ripristina la tua fede nell'umanità con il talk show alieno della Disney, Terra chiama Ned". In seguito ha inserito lo spettacolo nella sua top 10 lista di programmi televisivi del 2020.
Su Paste il programma è classificato al 14º posto nella classifica degli spettacoli più divertenti del 2020 e tra i primi 5 spettacoli a tarda notte.